# Cassida flaveola
Cassida flaveola — жук подсемейства щитоносок из семейства листоедов.

## Распространение
Встречается по всему палеарктическому региону, включая Дальний Восток, но нету на территории Китая. Интродуцирован в Новую Англию и Канаду.

## Экология и местообитания
Кормовыми растениями этого вида являются некоторые виды гвоздичных (Caryophyllaceae): ясколка костенцовая (Cerastium vulgatum), гонкения бутерлаковидная (Honckenya peploides), мягковолосник водный (Malachium aquaticum), торица полевая (Spergula arvensis), звездчатка дубравная (Stellaria nemorum) и звездчатка злаковидная (Stellaria graminea).